# Rio Toototobi
Rio Toototobi är ett vattendrag i Brasilien.   Det ligger i delstaten Amazonas, i den nordvästra delen av landet, 2 600 km nordväst om huvudstaden Brasília.
I omgivningarna runt Rio Toototobi växer i huvudsak städsegrön lövskog. Trakten runt Rio Toototobi är nära nog obefolkad, med mindre än två invånare per kvadratkilometer.